# Septimanie
418–844
Entités précédentes :
- Gaule narbonnaise

Entités suivantes :
- Marquisat de Gothie

La Septimanie, ou province de Narbonne, est une région qui correspond approximativement à la partie occidentale de l'ancienne province romaine de la Gaule narbonnaise. Cette désignation issue de l'époque carolingienne est utilisée essentiellement pour la période du VIe au IXe siècle.
Lors des « invasions barbares », les Goths s'installèrent dans la Gaule narbonnaise. Le royaume wisigoth s'étendait alors sur toute l'Aquitaine et la péninsule Ibérique.
Après la conquête de l'Aquitaine par Clovis Ier en 507, le mot Septimanie est utilisé jusqu'à la fin du VIIIe siècle pour désigner la partie de la Gaule restée wisigothe.
À la suite de la conquête musulmane de l'Hispanie (711-726), la Septimanie est à son tour envahie et annexée par les Omeyyades, devenant une province d'Al-Andalus. Conquise par les Francs en 759, elle est alors appelée « Gothie » par les Francs de l'époque.

## Histoire

### Le royaume wisigoth de Toulouse
- Royaume originel de Toulouse
- Extension au Ve siècle

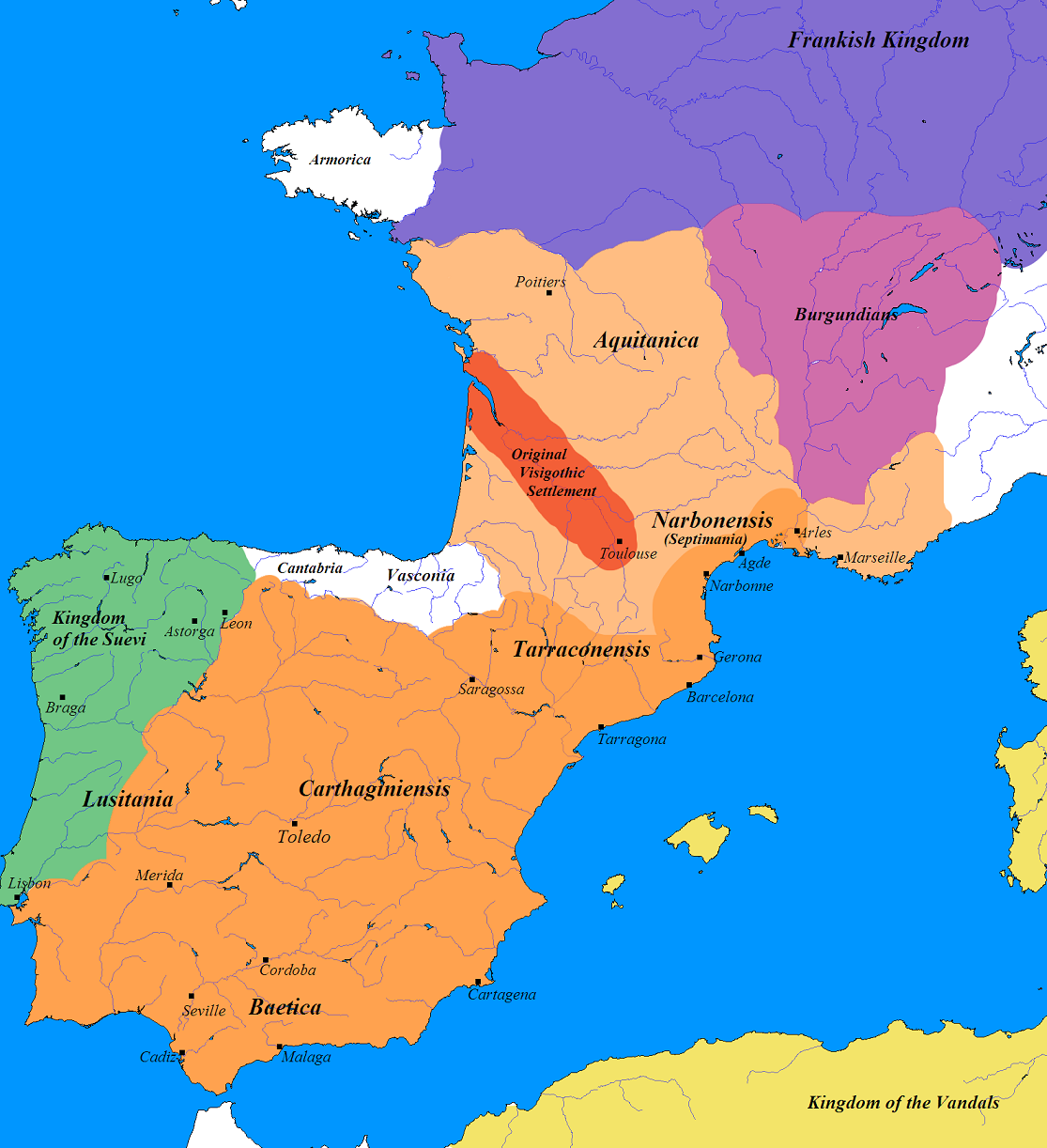
Évolution du royaume wisigoth jusqu'au VIe siècle :
Royaume originel de Toulouse
Territoire perdu à Vouillé en 507
Conquête du royaume suève en 575

Sur le plan juridique, la Septimanie est régie par le droit romain. Le roi Alaric II avait fait rédiger en 506, à l'intention de ses sujets romains, le fameux Breviarium legum romanæ Wisigothorum plus connu sous le nom de Bréviaire d'Alaric.

### La dernière province wisigothe au nord des Pyrénées
Après la défaite wisigothe de Vouillé en 507, la Septimanie tombe quasi entièrement aux mains des Burgondes. Seul Carcassonne résiste encore aux troupes franques à l'ouest. Grâce à l'intervention de Théodoric le Grand, roi des Ostrogoths, qui repousse les armées de Clovis Ier et de Gondebaud lors du siège d'Arles l'année suivante, la province retourne aux Wisigoths. Elle demeurera la seule partie de la Gaule restée wisigothe.
La capitale wisigothique est transférée à Tolède vers 560 par le roi wisigoth Athanagilde Ier et la région reste en paix jusqu'en 585. En raison de sa position excentrée dans le royaume wisigoth, la province est alors menacée par les Francs, qui, dans la seconde moitié du VIe siècle, lancent plusieurs incursions en Septimanie, sans jamais parvenir à la réduire. En 585, Gontran, roi du royaume franc de Bourgogne, lança une « guerre sainte » pour conquérir la province arienne ; il prit Carcassonne mais fut repoussé à Nîmes et Beaucaire. En 588-589, une armée franque envahit la région, mais est sévèrement battue près de Carcassonne par le duc wisigoth Claudius. Les habitants de la province, sauf exceptions, se montrent en général solidaires des Wisigoths.
Deux canons du concile de Narbonne tenu en 589 nous apprennent qu'il y avait cinq peuples différents qui habitaient la Septimanie à cette époque : les Wisigoths, nommés en premier parce que c'était la nation dominante, les (Gallo-)« Romains », les Juifs, les Syriens et les Grecs. Ces deux derniers peuples n'étaient sans doute que des négociants du Levant que le commerce, alors très florissant dans plusieurs villes du pays et surtout dans celles de Narbonne et Agde, attirait dans la province.
En 589, le nouveau roi wisigoth Récarède Ier se convertit au christianisme nicéen sous l'influence de Léandre de Séville. La noblesse arienne, refusant la conversion au christianisme nicéen, se réfugia en Septimanie ainsi que les juifs persécutés dans le reste de la péninsule. Une Église arienne, comptant une dizaine d'évêques, perdura de façon minoritaire. Les évêques chrétiens participent aux conciles nationaux à Tolède.
En 673, le duc Paul, soutenu par les séparatistes, est brièvement roi de Septimanie, après s'être révolté contre le royaume wisigoth de Tolède. Le roi wisigoth Wamba intervient en personne depuis Tolède à la tête d'une armée pour soumettre la région, qui reste dépendante du royaume wisigoth d'Espagne jusqu'à la présence sarrasine au nord des Pyrénées en 719.
Dans la péninsule Ibérique, le XVIIe concile de Tolède en 694 durcit la persécution des juifs mais ses décrets ne s'appliquent pas en Septimanie, relativement épargnée par ce fanatisme.

### Invasion de la Septimanie
En 711, il faut quelques mois aux troupes arabo-berbères pour soumettre la quasi-totalité de la péninsule Ibérique. De là, les musulmans poursuivent et se lancent contre Narbonne prise en 719, puis contre Carcassonne et Nîmes en 725. En 719, la ville de Toulouse est menacée et les Arabes lancent des incursions (razzias) dans le Rouergue, le Quercy, et en Provence. Eudes, le duc d'Aquitaine, parvient à les repousser en 721 lors de la bataille de Toulouse.
Les musulmans, sous la conduite du général Ambiza (’Anbasa ibn Suhaym al-Kalbi), lancent alors en 725 une expédition le long du couloir rhodanien jusqu'à Autun qu'ils pillent et incendient.
Lorsque le général Abd al-Rahman ibn Abd Allah al-Ghafiqi choisit de lancer une campagne de conquête du Royaume franc[évasif], il est intercepté près de Poitiers par Charles Martel en 732, et tué durant la bataille. La conquête musulmane de l'Europe est ainsi partiellement stoppée. Mais en Septimanie, les attaques sarrasines continuent et menacent Arles et la Provence jusqu'en 737 lorsque les musulmans sont de nouveau battus lors de la bataille de la Berre puis lors de la bataille de Nîmes.

### Narbonne, capitale d'unwalid'Al-Andalus
Sous la domination musulmane, Narbonne devient Arbûna, le siège d'un wali (gouverneur) pendant quarante ans, capitale d'une des cinq provinces d'Al-Andalus, aux côtés de Cordoue, Tolède, Mérida et Saragosse. Les musulmans laissent aux anciens habitants, chrétiens et juifs, la liberté de professer leur religion moyennant tribut (la djizîa); libertés supprimées lors de la conquête de Pépin le Bref. On connaît un certain nombre de walis, gouverneurs de la province narbonnaise. Le premier est Abd-al-Rahman ibn Abd Allah al-Ghafiqi nommé en 720. On compta ensuite, Yusuf ibn 'Abd al-Râhman al-Fihri vers 734, Athima vers 737, Abd-er-Rahman el Lahmi à partir de 741, Omar ibn Omar vers 747. Le dernier gouverneur est Abd-er-Rahman ben Ocba (756-759) qui continue à gouverner les territoires encore sous le contrôle de l'émirat, des Pyrénées jusqu'à Tortosa sur l'Èbre.
En 2016, une analyse génétique de squelettes provenant de trois tombes musulmanes découvertes à Nîmes en 2007, réalisée par Gleize et al., a montré qu'il s'agissait de personnes originaires d'Afrique du Nord, appartenant à l'haplogroupe paternel E-M81 très fréquent au Maghreb. Ces personnes étaient âgées respectivement de 20 à 29 ans pour l'un, d'une trentaine d'années pour le deuxième, et de plus de 50 ans pour le troisième. Selon l'Inrap « L'ensemble de ces données suggère que les squelettes découverts dans les tombes de Nîmes appartenaient à des soldats berbères enrôlés dans l'armée omeyyade durant l'expansion musulmane en Afrique du Nord ». Pour Yves Gleize, un des auteurs de l'étude, « l'analyse archéologique, anthropologique et génétique de ces sépultures du début de l'époque médiévale à Nîmes fournit des preuves matérielles d'une occupation musulmane au VIIIe siècle dans le Sud de la France »,.

### Reprise de Narbonne par les Francs
Narbonne est prise par Pépin le Bref en 759 dans de grandes difficultés. Ainsi le siège de la ville dure-t-il sept ans, les Sarrasins y étant soutenus par les populations locales (qui restaient libres de pratiquer leur foi, ce qui leur donnait toutefois un statut d'inférieurs, de dhimmi, assujettis à un impôt spécial). Ces populations étaient restées majoritairement chrétiens ariens comme l'étaient la plupart de leurs seigneurs et comme l'étaient tous les Wisigoths avant 589 (depuis la conversion du roi Récarède Ier à Tolède lors du troisième concile de Tolède), hostiles à la conquête des Francs. Pépin le Bref achève la conquête de la Septimanie, et les populations se réfugient dans le puissant émirat de Cordoue.

### La Gothie, Septimanie carolingienne

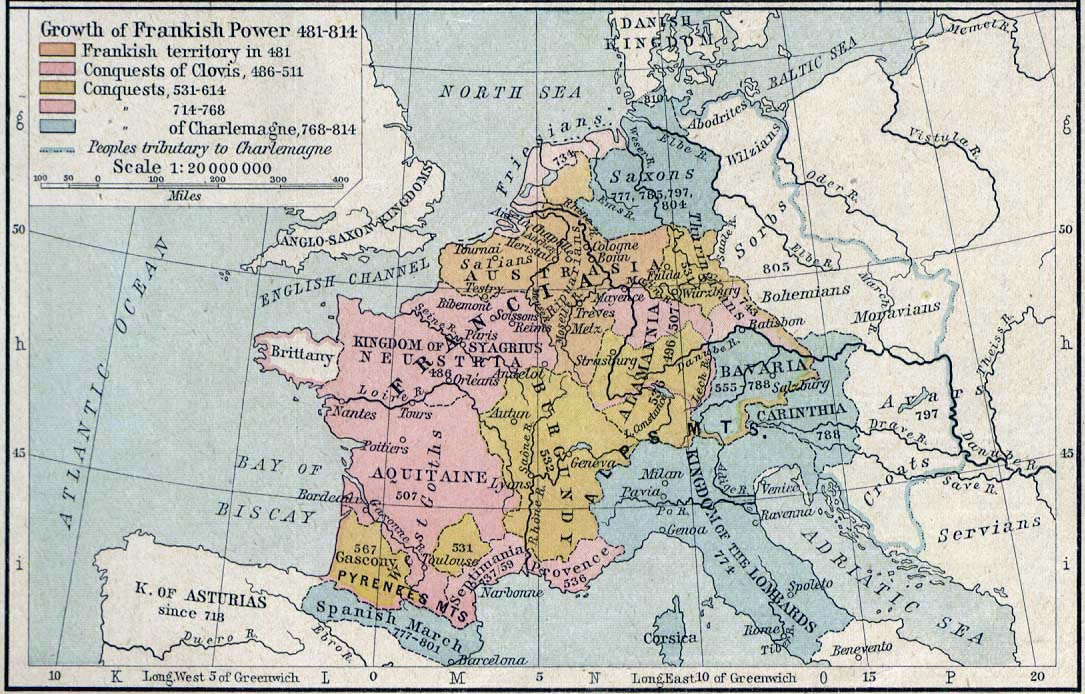
La Septimanie dans l'Empire franc.

En 790, le comte de Toulouse ayant été enlevé par les Vascons, le marquis de Septimanie, Guillaume de Gellone, cousin de Charlemagne, prend sa suite. Charlemagne lui annexe administrativement une partie de la marche d'Espagne, jusqu'à l'Èbre, et appelle cette région marche ou marquisat de Gothie. Cette marche est souvent victime des raids des Sarrasins en 793 par exemple, attirés par la prospérité de la Septimanie à cette époque.
La Septimanie connaît de grands progrès du monachisme bénédictin encouragé par Charlemagne. En 820, Bernard de Septimanie, fils et héritier de Guillaume de Gellone, voit son marquisat érigé en duché de Septimanie. En devenant en 826 comte de Barcelone, il étend la suzeraineté du duché au sud des Pyrénées. Après le partage de Verdun (843), le duché fait partie du royaume de Charles II le Chauve, la Francie occidentale. Il est partagé en 865 en deux provinces avec deux capitales Barcelone et Narbonne. Le roi Charles III le Simple (893-929), accorde de nombreux avantages aux églises et monastères de Septimanie. Les premiers châteaux sont édifiés dans les cités au Xe siècle, et les laïcs prennent alors possession des biens religieux : à la fin du Xe siècle, le vicomte Guillaume lègue à sa fille Béziers et son évêché. La Septimanie échappe de fait aux rois francs après le règne de Charles III le Simple au profit des évêques, des comtes de Provence et des ducs d'Aquitaine.
À l'époque féodale, on parle de « duché de Narbonne », mais ce titre, aux mains des comtes de Toulouse n'entraîne aucun pouvoir réel, le pouvoir politique étant fragmenté entre les différents seigneurs locaux (comtes de Melgueil, de Saint-Gilles, vicomtes de Narbonne, de Carcassonne, du Razès, de Béziers, d'Agde, de Nîmes, seigneurs de Montpellier). La Septimanie, intégrée au domaine royal, disparaît en tant que province, après la croisade des albigeois (1215).

## La Septimanie et ses différentes appellations

### L'appellation de Sidoine Apollinaire puis de Grégoire de Tours
La Septimanie ce sont les sept cités qui forment le premier royaume wisigoth en Gaule, les six cités d'Aquitaine (Bordeaux, Agen, Angoulême, Saintes, Poitiers, Périgueux) et leur capitale, Toulouse, avant 507, quand les Wisigoths battus se sont repliés vers la « Narbonnaise ».
Grégoire de Tours, l'auteur de l'Histoire des Francs, utilise le terme de « Septimanie » uniquement pour les seize années, de 569 à 585, où la provincia comporte sept unités territoriales, évêchés ou cités comtales. Et comme Sidoine Apollinaire, Grégoire de Tours est le seul, à son époque (VIe siècle), à employer le mot Septimanie. Grégoire de Tours désigne, sans confusion possible, la province gauloise du royaume wisigoth de Tolède. Mais, le plus souvent, il désigne ce territoire sous le nom habituel de Province de Narbonne.
La dénomination « Septimanie » n'apparaît quasiment pas avant cette époque. Les historiens sont sûrs qu'il ne s'agit pas d'une dénomination romaine officielle, car elle n'apparaît pas dans la Notitia dignitatum, rédigée quelques décennies plus tôt, vers l'an 400, qui détaille l'organisation de l'Empire romain en une longue liste de tous les postes civils et militaires d'Orient et d'Occident. On trouve cependant dans cette liste la mention de vicarii septem provinciarum (« vicaires des 7 provinces ») qui semble préfigurer, par l'affirmation d'une primauté de la partie de la Gaule transalpine la plus proche de Rome, future Occitanie de droit romain, sur la partie nord de droit coutumier, une Septimanie[réf. nécessaire].
Le mot est attesté pour la première fois dans une lettre de l'évêque de Clermont-Ferrand Sidoine Apollinaire, datée de 472. Il écrit : « Fiez-vous notamment aux Goths qui vont bien souvent jusqu'à montrer du dégoût pour leur Septimanie, pourvu qu'ils prennent possession de ce coin de terre [l'Auvergne], même dévastée, qui est l'objet de leur envie ».
Il est d'ailleurs le seul au Ve siècle à l'utiliser et, qui plus est, une seule fois dans toute son œuvre conservée. Il utilise sans doute un néologisme, créé par imitation du nom de la province romaine voisine de Novempopulanie, lequel signifie « le pays des neuf peuples ».
L'acception restreinte du nom rémanent de Septimanie s'est ultérieurement renforcée par le souvenir de la présence des vétérans de la septième légion romaine qui auraient occupé la région, ou des sept villes sièges d'importants évêchés qui jalonnaient le territoire : Elne, Agde, Narbonne, Lodève, Béziers, Maguelone et Nîmes. Avec le passage d'Elne et des actuels Roussillon, Cerdagne et Capcir sous influence catalane, la ville d'Uzès est devenue le septième évêché. Les historiens ne savent pas vraiment l'étendue de la région que Sidoine Apollinaire désigne.
Les Wisigoths appellent cette partie de la Narbonnaise au nord des Pyrénées, Gallia, ou provincia Galliæ. Ils ne lui donnent jamais le nom de Septimanie. Les Francs, eux, désignent ce territoire sous le nom de Gothie, c'est-à-dire le pays des Goths.

### La postérité du terme Septimanie
Les historiens adoptent et transmettent le terme de Septimanie, trouvé chez Grégoire de Tours, dont les livres constituent la source à laquelle tous viennent puiser. On le trouve assez couramment au cours des VIIIe, IXe et Xe siècles. C'est dans leurs écrits que la Septimanie se met à désigner la partie de la Narbonnaise à l'époque où elle se trouvait sous la domination des Wisigoths puis des Francs. On peut imaginer que le terme de Septimanie était à leurs yeux plus satisfaisant que celui de Narbonnaise trop lié à l'Empire romain ou celui de Gothie pas assez franc. En fait, sauf par deux auteurs membres du clergé, le terme Septimanie n'a jamais eu d'existence réelle, de réalité historique. Mais elle a une réalité culturelle et littéraire, dans laquelle elle a été forgée. De fait quand on évoque la Septimanie, on ne sait pas vraiment de quoi il est question : de l'héritage des Wisigoths, de ce qu'a été la Gothie ou de ce que la Septimanie représente pour les lettrés et érudits régionaux…
De la domination wisigothique en Septimanie, il reste le cimetière wisigoth d'Estagel, avec un mobilier funéraire très intéressant, mais loin de la splendeur du Trésor de Guarrazar (découvert près de Tolède). Certains noms de famille « typiquement » catalans ont une racine germanique qu'on peut rattacher aux Wisigoths : Armengol (forme catalane du prénom castillan d'origine gotique, Ermenegildo, porté par un prince wisigoth), Aliès qui vient d'Adalhaid (formé à partir des mots adal, noble et haid, lande), Jaubert, qui est à rapprocher de Gautberht formé de gaut, du peuple goth et de berht, brillant… Mais on trouve dans toutes les régions de France des noms de famille d'origine germanique. La présence wisigothe correspond au moment où se met en place l'organisation de l'Église. Le monastère Saint-Gilles du Gard, haut-lieu de pèlerinage en Languedoc-Roussillon, aurait été fondé sur les lieux où le roi wisigoth Wamba (672-680), venu mater en 673 la rébellion du duc Paul, rencontre l'ermite Gilles.

### Une proposition pour le Languedoc-Roussillon
Après son élection à la tête de la région Languedoc-Roussillon en 2004, Georges Frêche a lancé l'idée de changer le nom de la région en « Septimanie », terme qu'il estimait plus judicieux que son ancienne désignation, issue des travaux de la DATAR. Le Conseil régional a commencé à utiliser ce nom très largement. Il a toutefois rencontré une franche opposition d'une large population, surtout chez les Catalans dans les Pyrénées-Orientales qui estimaient, que le nom « Septimanie » pourrait nuire à l'identité catalane et nier la double identité culturelle présente dans la dénomination même de Languedoc-Roussillon. De plus, l'ancienne Septimanie ne recouvrait pas exactement les limites du Languedoc-Roussillon actuel, spécialement le Gévaudan qui est aujourd'hui le département de la Lozère.
Cette opposition, cristallisée par plus de 45 000 signatures recueillies par les Catalans, et une manifestation rassemblant plus de 5 000 personnes à Perpignan le 8 octobre 2005, a conduit Georges Frêche à renoncer à ce changement de nom.
Il est resté cependant plus ou moins utilisé comme signature secondaire de la région, encore quelque temps après.

## La Septimanie dans les œuvres récentes
- Dans la série Draculi & Gandolfi de Guillaume Sanjorge les personnages médiévaux évoluent en Septimanie dans les derniers siècles du premier millénaire[19].
- Dans Mathématiques d'école[20], Daniel Perrin évoque la Septimanie dans une exercice d'arithmétique humoristique : elle y est présentée comme une région de la Gaule antique dont les habitants auraient eu la manie de compter en base 7.